# Kershope Burn
Der Kershope Burn ist ein Wasserlauf im Vereinigten Königreich. Er entsteht aus dem Zusammenfluss von Clark’s Sike, Queen’s Sike und einem unbenannten Zufluss auf der Grenze zwischen Scottish Borders, Schottland und Cumbria, England. Er fließt in südwestlicher Richtung, wobei er im gesamten Verlauf bis zu seiner Mündung in das Liddel Water bei Kershopefoot die Grenze bildet.